# Scordonia
Scordonia is een geslacht van vlinders uit de familie van de spanners (Geometridae). De wetenschappelijke naam van de soort is voor het eerst geldig gepubliceerd in 1903 door Paul Thierry-Mieg. Hij richtte het geslacht op voor de soort Odezia brephos Oberthür en beschreef tevens de nieuwe soort Scordonia fausta uit Kangding (Ta Tsien-Lou) in Tibet.
Andere soorten in dit geslacht zijn:
- Scordonia ischna Prout
- Scordonia lamae (Alphéraky)
- Scordonia leucophoca Prout
- Scordonia uber Prout